# Ключі (Сисертський міський округ)
Ключі́ (рос. Ключи) — присілок у складі Сисертського міського округу Свердловської області.
Населення — 327 осіб (2010, 329 у 2002).
Національний склад населення станом на 2002 рік: росіяни — 78 %.